# سحيم بن وثيل الرياحي
سُحَيم بن وثيل بن عمرو الرياحي اليربوعي التميمي (40 ق هـ - 60 هـ / 584 م - 680 م) شاعر عربي مخضرم عاش في الجاهلية والإسلام، وناهز عمره المائة عام، وكان فارساً شجاعاً، سيداً، شريفاً في قومه، نابه الذكر. ولد قبل الهجرة بأربعين عام قال ابن دريد: «عاش في الجاهليّة أربعين وفي الإسلام ستين، وله أخبار مع زياد ابن أبيه». وهو صاحب المفاخرة المشهورة مع غالب بن صعصعة المجاشعي والد الشاعر الفرزدق في عهد علي بن أبي طالب. وله أخبار مع أمير اليمامة سمرة بن عمرو التميمي.

## نسبه
هو  سُحَيم بْن وثيل بن عمرو بن جوين بن أهيب بن حميري بن رياح بن يربوع بن حنظلة بن مالك بن زيد مناة بن تميم بن مر الرياحي اليربوعي الحنظلي التميمي جعله ابن سلام الجمحي في الطبقة الثانية من شعراء الإسلام وقال سحيم بن وثيل شاعر شريف، مشهور الذكر في الجاهلية والإسلام. وقومه بني يربوع كانوا من أشراف العرب، وشجعانهم، وأبطالهم وفيهم يقول معاوية بن أبي سفيان : «لَوْ أَنَّ النُّجُومَ تَنَاثَرَتْ لَسَقَطَ قَمَرُهَا فِي حُجُورِ بَنِي يَرْبُوعِ بْنِ حَنْظَلَةَ». وأمه ليلى بنت شَدَّاد بن أوس من بني حميري بن ريَاح بن يَرْبُوع بن حنظلة بن مالك بن زيد مناة بن تميم.
قال أبو العباس القلقشندي: «بنو يربوع بطن من حنظلة من تميم العدنانية، وهم بنو يربوع بن حنظلة، ويربوع كان له من الولد رياح وثعلبة وعمرو وكليب وغدانة والعنبر وزيد والحارث وهو أبو سليط».
قال ابن دريد في كتابه الاشتقاق "ومن رجالهم سُحَيمُ بن وَثيلٍ الشاعرُ، عاشَ في الجاهلية أربعين سنة وفي الإسلام ستين سنة، وله عقبٌ في بادية الكوفة".
قال سحيم بن وثيل مفتخراً بنسبه:

## أخباره وشعره
أغار قوم من بكر بن وائل في الجاهلية على بني رياح بن يربوع من تميم وأخذو إبلاً لعاصم بن قرط الرياحي، فخرج فرسان بني رياح في طلبهم، وكان سُحَيم بن وثيل أحد هؤلاء الفرسان، وأدركوهم وحاربوهم وظفروا بهم وقتلوا رئيس بكر المجبة بن ربيعة الذهلي البكري.
وأغار سُحَيم في الجاهلية مع قومه بني رياح بن يربوع من تميم على بكر بن وائل برأس العين وأخذو إبلهم، فبتعهم معاوية بن فراس ومعه فرسان بكر بن وائل وقاتلوهم، فظفر بنو رياح بهم، وقتلوهم وقتلوا معاوية بن فراس البكري، ومضوا بالإبل إلى قومهم، فقال في ذلك سُحَيم بن وثيل مفتخراً:
وله القصيدة المشهورة التي تمثل بها الحجاج بن يوسف الثقفي على منبر الكوفة عندما ولاه عبد الملك بن مروان على العراق:

## عقر الإبل
قال عبد القادر البغدادي في كتابه خزانة الأدب ولب لباب لسان العرب "وقَضِيَّة عقر الْإِبِل مَشْهُورَة فِي التواريخ محصلها أَنه أصَاب أهل الْكُوفَة مجاعَة فَخرج أَكثر النَّاس إِلَى الْبَوَادِي وَكَانَ غَالب أَبُو الفرزدق رَئِيس قومه [وَكَانَ سحيم بن وثيل الريَاحي رَئِيس قومه] فَاجْتمعُوا فِي أَطْرَاف السماوة من بِلَاد كلب على مسيرَة يَوْم من الْكُوفَة فعقر غَالب لأَهله نَاقَة صنع مِنْهَا طَعَاما وَأهْدى إِلَى قوم من تَمِيم جفاناً وَأهْدى إِلَى سحيم جَفْنَة فكفاها وَضرب الَّذِي أَتَى بهَا وَقَالَ: أَنا مفتقر إِلَى طَعَام غَالب وَنحر سعيم لأَهله فَلَمَّا كَانَ من الْغَد نحر غَالب لأَهله ناقتين وَنحر سحيم ناقتين وَفِي الْيَوْم الثَّالِث نحر غَالب ثَلَاثًا فَنحر".